# Kopnene granice Hrvatske
Kopnene granice Hrvatske ukupno su duge 2028 kilometara.

Hrvatska na kopnu graniči s pet zemalja. Ovo su dužine kopnenih granica prema svakoj od njih:
| Bosna i Hercegovina: | 1011 km  |
| Slovenija:           | 667,8 km |
| Mađarska:            | 355,5 km |
| Srbija:              | 317,6 km |
| Crna Gora:           | 22,6 km  |

U sve podatke uključene su granice na rijekama.
Izvor: Statističke informacije Državnog zavoda za statistiku Republike Hrvatske, 2011.

## Promjene granica u bivšoj SFRJ
Narodna Republika Slovenija dobila je 28. ožujka 1956. od Narodne Republike Hrvatske naselja: Abitanti, Belvedur, Brezovica, Gradin, Koromači-Boškini, Močunigi, Pregara i Sirči.
Narodna Republika Hrvatska dobila je 23. ožujka 1953. od Narodne Republike Bosne i Hercegovine naselja: Kestenovac, Bosanski Štrpci (Štrbci na vojnoj karti) i naselje Seoce iz Bihaćkoga kotara; kao i naselja: Drenovac i Lički Tiškovac iz Bosanskograhovskoga kotara, a 8. prosinca 1956. i mjesto Bušević iz općine Kulen Vakuf, Bihaćkoga kotara.